# Brescia Calcio 2023-2024
Questa voce raccoglie le informazioni riguardanti il Brescia Calcio nelle competizioni ufficiali della stagione 2023-2024.

## Stagione
Alla guida tecnica della squadra viene riconfermato Daniele Gastaldello, mentre nel ruolo di direttore sportivo ritorna Renzo Castagnini, dimessosi dal Perugia dopo la retrocessione in Serie C di quest'ultima.
Dopo la retrocessione in terza serie della scorsa stagione, il Brescia viene riammesso in Serie B a seguito della bocciatura dell'iscrizione della Reggina da parte della Covisoc, del Consiglio Federale, del collegio di garanzia del CONI e del Consiglio di Stato.
Tuttavia, a seguito delle suddette vicende giudiziarie, il club non partecipa alla Coppa Italia 2023-2024, dopo 38 partecipazioni consecutive.
La squadra debutta così in campionato alla 4ª giornata, giocando in casa a porte chiuse e battendo il Cosenza per 1-0, che proprio l'anno precedente aveva battuto le Rondinelle nei play-out di Serie B. Nella seconda gara disputata, valevole per la quinta giornata, arriva la prima vittoria esterna ottenuta sul campo del Lecco. Seguono quattro pareggi consecutivi con Venezia, Spezia, Ascoli e Feralpisalò. Alla 10ª giornata, il Brescia vince sul campo della Ternana. La squadra incappa poi in quattro sconfitte consecutive: nel recupero della 1ª giornata del 24 ottobre, subisce la prima sconfitta stagionale per mano del Modena, seguita cinque giorni dopo dalla sconfitta con il Bari dell'11ª giornata, dalla sconfitta patita sul campo del Cittadella alla 12ª giornata e dalla partita esterna persa col Palermo nel recupero della 2ª giornata dell'8 novembre.
Il 10 novembre, a seguito delle sconfitte conseguite, Daniele Gastaldello viene sollevato dall'incarico di allenatore della prima squadra, la quale viene affidata ad interim al tecnico della formazione Primavera Luca Belingheri.
Con Belingheri in panchina, arriva anche la quinta sconfitta consecutiva nella partita casalinga vinta dalla Cremonese, al termine della quale viene indetto un silenzio stampa da parte della società.
Nella giornata di martedì 14 novembre, la società ufficializza Rolando Maran come nuovo tecnico della prima squadra.
Il 25 novembre, dopo la sosta per le Nazionali, il Brescia del nuovo tecnico Maran pareggia in casa del Pisa, mettendo fine alla serie di sconfitte consecutive. Tre giorni dopo, la squadra recupera la gara della 3ª giornata in casa del Südtirol, ottenendo ancora un pareggio. Alla 15ª giornata i lombardi colgono la quarta vittoria stagionale, tornando al successo casalingo dopo tre mesi, battendo la Sampdoria. Alla terzultima giornata d'andata arriva la quinta vittoria stagionale ottenuta sul Como, seguita dalla vittoria esterna arrivata in rimonta sul campo del Catanzaro. Il girone d'andata si chiude con la sconfitta interna col Parma capolista, con la squadra al 9º posto in classifica, a soli tre punti dalla zona play-off.
Alla prima giornata di ritorno, il Brescia vince sul campo del Modena e si porta in zona play-off. Dopo un pareggio con il Südtirol e una sconfitta con la Cremonese, la squadra torna alla vittoria alla 23ª giornata battendo il Cittadella, venendo sconfitta nella giornata successiva in casa del Como. Dopo tre pareggi consecutivi con Sampdoria, Reggiana e Ascoli, alla 28ª giornata arriva la nona vittoria stagionale ottenuta contro il Palermo. Tra la 31ª e la 32ª giornata il Brescia ottiene due vittorie consecutive battendo il Cosenza in trasferta ed il Pisa in casa. Nel derby bresciano con la Feralpisalò della terzultima giornata la squadra pareggia mantenendo l'ottavo posto, ultimo utile per accedere ai play off. Battendo il Lecco alla penultima giornata, il Brescia conquista l'accesso ai play-off con un turno d'anticipo sulla fine del torneo, chiudendo poi la stagione regolare all'ottavo posto.
Nel turno preliminare dei play-off, la squadra viene eliminata dal Catanzaro perdendo 4-2 ai tempi supplementari, dopo che la gara era terminata 2-2 nei tempi regolamentari.

## Divise e sponsor
Gli sponsor tecnici per la stagione 2023-2024 sono: Kappa, K-Sport e Sixtus.it. Il main sponsor per la stagione 2023-2024 è il Gruppo DAC, mentre vengono rinnovati Pardgroup (collocato sulla manica sinistra), Le Stagioni D'Italia (collocato sul retro della maglia) e Intesa Sanpaolo, a cui si aggiunge Eat Pink.
| Casa | Trasferta |

## Organigramma societario
Area direttiva
- Presidente: Massimo Cellino
- Consiglieri di amministrazione: Edoardo Cellino, Nicolò Pio Barattieri Di San Pietro, Stefano Midolo, Luigi Micheli
- Direttore generale: Luigi Micheli
- Segretario generale: Andrea Mastropasqua
- Direttore sportivo: Renzo Castagnini

Area tecnica
- Allenatore: Daniele Gastaldello (1ª-12ª), Luca Belingheri[N 1] (13ª), Rolando Maran (14ª-38ª e play-off)
- Allenatore in seconda: Dan Thomassen (1ª-12ª), Christian Maraner (14ª-38ª e play-off)
- Preparatore dei portieri: Massimo Lotti
- Match analyst: Davide Farina
- Preparatore atletico: Salvatore Sciuto (1ª-12ª), Luigi Posenato (14ª-38ª e play-off), Andrea Tonelli (14ª-38ª e play-off)

Area sanitaria
- Responsabile sanitario: Ermes Rosa
- Fisioterapisti: Gabriele Crescini, Alex Mario Maggi, Riccardo Raccagni

## Rosa
| N. |                        | Ruolo | Calciatore              |
| -- | ---------------------- | ----- | ----------------------- |
| 1  | Italia (bandiera)      | P     | Luca Lezzerini          |
| 3  | Francia (bandiera)     | D     | Matthieu Huard          |
| 4  | Italia (bandiera)      | C     | Fabrizio Paghera        |
| 5  | Paesi Bassi (bandiera) | C     | Tom van de Looi         |
| 6  | Algeria (bandiera)     | D     | Mohamed Fares           |
| 7  | Islanda (bandiera)     | C     | Birkir Bjarnason        |
| 8  | Albania (bandiera)     | C     | Emanuele Ndoj           |
| 9  | Italia (bandiera)      | A     | Flavio Bianchi          |
| 11 | Italia (bandiera)      | A     | Gabriele Moncini        |
| 12 | Italia (bandiera)      | P     | Simone Cortese          |
| 14 | Italia (bandiera)      | D     | Massimiliano Mangraviti |
| 15 | Italia (bandiera)      | D     | Andrea Cistana          |
| 16 | Italia (bandiera)      | D     | Corrado Riviera         |
| 16 | Italia (bandiera)      | D     | Raffaele Cartano        |
| 18 | Svezia (bandiera)      | D     | Alexander Jallow        |
| 19 | Italia (bandiera)      | D     | Elia Maccherini Tonini  |

| N. |                    | Ruolo | Calciatore                |
| -- | ------------------ | ----- | ------------------------- |
| 20 | Italia (bandiera)  | C     | Patrick Nuamah            |
| 21 | Italia (bandiera)  | C     | Riccardo Fogliata         |
| 22 | Italia (bandiera)  | P     | Lorenzo Andrenacci        |
| 23 | Italia (bandiera)  | C     | Nicolas Galazzi           |
| 24 | Italia (bandiera)  | D     | Lorenzo Dickmann          |
| 25 | Italia (bandiera)  | C     | Dimitri Bisoli (capitano) |
| 26 | Italia (bandiera)  | C     | Massimo Bertagnoli        |
| 27 | Italia (bandiera)  | C     | Giacomo Olzer             |
| 28 | Italia (bandiera)  | D     | Davide Adorni             |
| 29 | Italia (bandiera)  | A     | Gennaro Borrelli          |
| 30 | Italia (bandiera)  | P     | Michele Avella            |
| 31 | Italia (bandiera)  | A     | Matteo Ferro              |
| 32 | Italia (bandiera)  | D     | Andrea Papetti            |
| 33 | Albania (bandiera) | D     | Zylyf Muca                |
| 36 | Italia (bandiera)  | C     | Vincenzo Garofalo         |
| 39 | Italia (bandiera)  | C     | Michele Besaggio          |

## Calciomercato
A causa dell'incertezza di partecipare alla Serie B, fino al 29 agosto il Brescia ha effettuato una sola operazione in entrata acquistando Birkir Bjarnason, svincolatosi dal Viking. In uscita si sono registrate le operazioni riguardanti il terzino Karacic e il mediano Labojko, entrambi in scadenza di contratto, e la punta Florian Aye, ceduto per 1,5 Milioni di euro all'Auxerre. L'attaccante Reuven Niemeijer ha rescisso consensualmente il proprio contratto. Il 29 agosto viene ingaggiato dal Genoa il centrocampista Michele Besaggio.
A seguito della riammissione in Serie B avvenuta ufficialmente il 30 agosto 2023, la FIGC concede alla società ulteriori termini per l'effettuazione di operazioni di mercato, fino all'8 settembre 2023. Nei giorni successivi, firmano gli esterni Lorenzo Dickmann, in prestito dalla SPAL, e Mohamed Fares, in prestito dalla Lazio, e gli attaccanti Gabriele Moncini, a titolo definitivo dal Benevento, e Gennaro Borrelli, in prestito dal Frosinone, mentre, all'interno di uno scambio che porta Federico Viviani alla Ternana, viene ingaggiato il mediano Paghera, cresciuto nelle giovanili del Brescia.

### Sessione estiva(dall'1/7 all'1/9)
| Acquisti | Acquisti          | Acquisti  | Acquisti      |
| R.       | Nome              | da        | Modalità      |
| -------- | ----------------- | --------- | ------------- |
| D        | Lorenzo Dickmann  | SPAL      | prestito      |
| D        | Mohamed Fares     | Lazio     | prestito      |
| C        | Michele Besaggio  | Genoa     | definitivo    |
| C        | Birkir Bjarnason  |           | svincolato    |
| C        | Vincenzo Garofalo | Trento    | fine prestito |
| C        | Fabrizio Paghera  | Ternana   | definitivo    |
| A        | Gabriele Moncini  | Benevento | definitivo    |
| A        | Gennaro Borrelli  | Frosinone | prestito      |

| Cessioni | Cessioni                | Cessioni | Cessioni                |
| R.       | Nome                    | a        | Modalità                |
| -------- | ----------------------- | -------- | ----------------------- |
| P        | Luca Sonzogni           | Mantova  | definitivo              |
| D        | Fran Karačić            |          | svincolato              |
| C        | Adryan Oliveira Tavares |          | svincolato              |
| C        | Jakub Łabojko           |          | svincolato              |
| C        | Manuel Scavone          |          | svincolato              |
| C        | John Björkengren        | Lecce    | fine prestito           |
| C        | Marcin Listkowski       | Lecce    | fine prestito           |
| C        | Federico Pace           |          | risoluzione consensuale |
| C        | Federico Viviani        | Ternana  | definitivo              |
| A        | Florian Ayé             | Auxerre  | definitivo (€1,5M)      |
| A        | Reuven Niemeijer        |          | risoluzione consensuale |
| A        | Pablo Rodríguez         | Lecce    | fine prestito           |

### Sessione invernale(dal 2/1 al 31/1)
| Acquisti | Acquisti         | Acquisti  | Acquisti |
| R.       | Nome             | da        | Modalità |
| -------- | ---------------- | --------- | -------- |
| P        | Michele Avella   | Frosinone | prestito |
| D        | Raffaele Cartano | Carrarese | prestito |

| Cessioni | Cessioni               | Cessioni           | Cessioni                |
| R.       | Nome                   | a                  | Modalità                |
| -------- | ---------------------- | ------------------ | ----------------------- |
| D        | Corrado Riviera        | Corticella         | prestito                |
| D        | Elia Maccherini Tonini | Carrarese          | prestito                |
| C        | Emanuele Ndoj          |                    | risoluzione consensuale |
| C        | Vincenzo Garofalo      | Virtus Francavilla | definitivo              |

## Risultati

### Serie B

#### Girone di andata
| Arbitro: | Baroni (Firenze) |

|  |           |          |
|  | Marcatori | 90’ Zaro |

| Arbitro: | Camplone (Pescara) |

|               |           |  |
| Coulibaly 27’ | Marcatori |  |

| Arbitro: | Gualtieri (Asti) |

|         |           |              |
| Tait 7’ | Marcatori | 79’ Borrelli |

| Arbitro: | Maresca (Napoli) |

|               |           |  |
| Bjarnason 53’ | Marcatori |  |

| Arbitro: | Ferrieri Caputi (Livorno) |

|  |           |                         |
|  | Marcatori | 3’ Borrelli 63’ Bianchi |

| Brescia 23 settembre 2023, ore 14:00 CEST 6ª giornata | Brescia          | 0 – 0 referto | Venezia | Stadio Mario Rigamonti (0 spett.)\| Arbitro: \| Zufferli (Udine) \| |
| Arbitro:                                              | Zufferli (Udine) |               |         |                                                                     |

| Cesena 26 settembre 2023, ore 20:30 CEST 7ª giornata | Spezia           | 0 – 0 referto | Brescia | Orogel Stadium-Dino Manuzzi (994 spett.)\| Arbitro: \| Gualtieri (Asti) \| |
| Arbitro:                                             | Gualtieri (Asti) |               |         |                                                                            |

| Arbitro: | Monaldi (Macerata) |

|             |           |               |
| Moncini 85’ | Marcatori | 15’ Falzerano |

| Arbitro: | Di Marco (Ciampino) |

|               |           |               |
| Moncini 90+1’ | Marcatori | 13’ La Mantia |

| Arbitro: | Bonacina (Bergamo) |

|  |           |            |
|  | Marcatori | 70’ Bisoli |

| Arbitro: | Guida (Torre Annunziata) |

|                    |           |                     |
| Moncini 11’ (rig.) | Marcatori | 58’ Diaw 76’ Vicari |

| Arbitro: | Perenzoni (Rovereto) |

|                                      |           |                                |
| Carriero 13’ Vita 32’ Maistrello 81’ | Marcatori | 4’ (aut.) Frare 69’ Bertagnoli |

| Arbitro: | Marinelli (Tivoli) |

|  |           |                                    |
|  | Marcatori | 17’ Ravanelli 32’ Coda 89’ Okereke |

| Arbitro: | Monaldi (Macerata) |

|          |           |               |
| Moreo 5’ | Marcatori | 14’ Bjarnason |

| Arbitro: | Volpi (Arezzo) |

|                                       |           |              |
| Jallow 10’ Borrelli 34’ Bjarnason 41’ | Marcatori | 86’ Giordano |

| Arbitro: | Rutella (Enna) |

|           |           |                      |
| Girma 76’ | Marcatori | 90+2’ (rig.) Moncini |

| Arbitro: | Doveri (Roma) |

|                          |           |  |
| Borrelli 60’ Moncini 72’ | Marcatori |  |

| Arbitro: | Piccinini (Forlì) |

|                              |           |                                        |
| Ambrosino 10’ Vandeputte 13’ | Marcatori | 47’ Bjarnason 58’ Bisoli 90+1’ Bianchi |

| Arbitro: | Ayroldi (Molfetta) |

|  |           |                     |
|  | Marcatori | 18’ Bernabé 24’ Man |

#### Girone di ritorno
| Arbitro: | Rutella (Enna) |

|                      |           |                            |
| Tremolada 52’ (rig.) | Marcatori | 5’ (aut.) Zaro 30’ Galazzi |

| Arbitro: | Cosso (Reggio Calabria) |

|                     |           |              |
| Borrelli 81’ (rig.) | Marcatori | 65’ Pecorino |

| Arbitro: | Santoro (Messina) |

|            |           |  |
| Abrego 30’ | Marcatori |  |

| Arbitro: | Pezzuto (Lecce) |

|                          |           |  |
| Borrelli 52’ Moncini 74’ | Marcatori |  |

| Arbitro: | Rutella (Enna) |

|              |           |  |
| Strefezza 7’ | Marcatori |  |

| Arbitro: | Volpi (Arezzo) |

|            |           |              |
| Kasami 62’ | Marcatori | 90+4’ Adorni |

| Brescia 24 febbraio 2024, ore 14:00 CET 26ª giornata | Brescia          | 0 – 0 referto | Reggiana | Stadio Mario Rigamonti (4 605 spett.)\| Arbitro: \| Collu (Cagliari) \| |
| Arbitro:                                             | Collu (Cagliari) |               |          |                                                                         |

| Arbitro: | Massimi (Termoli) |

|                   |           |              |
| Mendes 38’ (rig.) | Marcatori | 44’ Dickmann |

| Arbitro: | Rutella (Enna) |

|                                                        |           |                                    |
| Borrelli 1’, 41’ Paghera 30’ Di Francesco 45+1’ (aut.) | Marcatori | 5’ (rig.) Brunori 13’ Di Francesco |

| Arbitro: | Marinelli (Tivoli) |

|                      |           |            |
| Man 52’ Delprato 89’ | Marcatori | 16’ Jallow |

| Arbitro: | Cosso (Reggio Calabria) |

|              |           |              |
| Borrelli 52’ | Marcatori | 45+1’ Biasci |

| Arbitro: | Massimi (Termoli) |

|            |           |                  |
| Crespi 16’ | Marcatori | 41’, 79’ Galazzi |

| Arbitro: | Tremolada (Monza) |

|                              |           |                          |
| Moncini 37’, 85’ Bianchi 55’ | Marcatori | 90+6’ (rig.) Torregrossa |

| Arbitro: | Baroni (Firenze) |

|                   |           |  |
| Tessmann 20’, 90’ | Marcatori |  |

| Brescia 20 aprile 2024, ore 14:00 CEST 34ª giornata | Brescia            | 0 – 0 referto | Ternana | Stadio Mario Rigamonti (5 328 spett.)\| Arbitro: \| Bonacina (Bergamo) \| |
| Arbitro:                                            | Bonacina (Bergamo) |               |         |                                                                           |

| Brescia 27 aprile 2024, ore 14:00 CEST 35ª giornata | Brescia                | 0 – 0 referto | Spezia | Stadio Mario Rigamonti (5 321 spett.)\| Arbitro: \| Manganiello (Pinerolo) \| |
| Arbitro:                                            | Manganiello (Pinerolo) |               |        |                                                                               |

| Arbitro: | Minelli (Varese) |

|                           |           |                       |
| Dubickas 9’ La Mantia 29’ | Marcatori | 4’ Bisoli 42’ Papetti |

| Arbitro: | Di Marco (Ciampino) |

|                                            |           |               |
| Bjarnason 12’ Moncini 16’, 52’ Bianchi 74’ | Marcatori | 90+1’ Inglese |

| Arbitro: | Colombo (Como) |

|                           |           |  |
| Sibilli 26’ Di Cesare 57’ | Marcatori |  |

#### Play-off
| Arbitro: | Sozza (Seregno) |

|                                                    |           |                        |
| Iemmello 26’ 120+2’ Donnarumma 90+6’ Brignola 105’ | Marcatori | 8’ Galazzi 52’ Moncini |

## Statistiche

### Statistiche di squadra
| Competizione | Punti | In casa | In casa | In casa | In casa | In casa | In casa | In trasferta | In trasferta | In trasferta | In trasferta | In trasferta | In trasferta | Totale | Totale | Totale | Totale | Totale | Totale | DR |
| Competizione | Punti | G       | V       | N       | P       | Gf      | Gs      | G            | V            | N            | P            | Gf           | Gs           | G      | V      | N      | P      | Gf     | Gs     | DR |
| ------------ | ----- | ------- | ------- | ------- | ------- | ------- | ------- | ------------ | ------------ | ------------ | ------------ | ------------ | ------------ | ------ | ------ | ------ | ------ | ------ | ------ | -- |
| Serie B      | 51    | 19      | 7       | 8       | 4       | 24      | 17      | 19           | 5            | 7            | 7            | 20           | 23           | 38     | 12     | 15     | 11     | 44     | 40     | +4 |
| Play-off     | -     | 0       | 0       | 0       | 0       | 0       | 0       | 1            | 0            | 0            | 1            | 2            | 4            | 1      | 0      | 0      | 1      | 2      | 4      | -2 |
| Totale       |       | 19      | 7       | 8       | 4       | 24      | 17      | 20           | 5            | 7            | 8            | 22           | 27           | 39     | 12     | 15     | 12     | 46     | 44     | +2 |

### Andamento in campionato
| Giornata  | 1 | 2  | 3  | 4  | 5 | 6  | 7 | 8 | 9  | 10 | 11 | 12 | 13 | 14 | 15 | 16 | 17 | 18 | 19 | 20 | 21 | 22 | 23 | 24 | 25 | 26 | 27 | 28 | 29 | 30 | 31 | 32 | 33 | 34 | 35 | 36 | 37 | 38 |
| --------- | - | -- | -- | -- | - | -- | - | - | -- | -- | -- | -- | -- | -- | -- | -- | -- | -- | -- | -- | -- | -- | -- | -- | -- | -- | -- | -- | -- | -- | -- | -- | -- | -- | -- | -- | -- | -- |
| Luogo     | C | T  | T  | C  | T | C  | T | C | C  | T  | C  | T  | C  | T  | C  | T  | C  | T  | C  | T  | C  | T  | C  | T  | T  | C  | T  | C  | T  | C  | T  | C  | T  | C  | C  | T  | C  | T  |
| Risultato | P | P  | N  | V  | V | N  | N | N | N  | V  | P  | P  | P  | N  | V  | N  | V  | V  | P  | V  | N  | P  | V  | P  | N  | N  | N  | V  | P  | N  | V  | V  | P  | N  | N  | N  | V  | P  |
| Posizione | 8 | 13 | 15 | 12 | 9 | 11 | 9 | 9 | 10 | 7  | 12 | 13 | 14 | 15 | 10 | 10 | 9  | 9  | 9  | 8  | 8  | 9  | 8  | 9  | 9  | 9  | 9  | 7  | 7  | 8  | 8  | 7  | 7  | 7  | 7  | 8  | 8  | 8  |

Fonte:  Classifica, su sport.sky.it.
Legenda:

Luogo: C = Casa; T = Trasferta. Risultato: V = Vittoria; N = Pareggio; P = Sconfitta.

### Statistiche dei giocatori
| Giocatore      | Serie B  | Serie B | Serie B     | Serie B    |
| Giocatore      | Presenze | Reti    | Ammonizioni | Espulsioni |
| -------------- | -------- | ------- | ----------- | ---------- |
| D. Adorni      | 24+1     | 1       | 3           | 0          |
| L. Andrenacci  | 9        | -9      | 1           | 0          |
| M. Avella      | 5        | -6      | 0           | 0          |
| M. Bertagnoli  | 27+1     | 1       | 4           | 0          |
| M. Besaggio    | 21+1     | 0       | 3           | 0          |
| F. Bianchi     | 38+1     | 4       | 1           | 0          |
| D. Bisoli      | 32+1     | 3       | 7           | 0          |
| B. Bjarnason   | 37+1     | 5       | 3           | 0          |
| G. Borrelli    | 28       | 9       | 4           | 0          |
| R. Cartano     | 1        | 0       | 0           | 0          |
| A. Cistana     | 22+1     | 0       | 9           | 0          |
| L. Dickmann    | 36+1     | 1       | 7           | 0          |
| M. Fares       | 16       | 0       | 5           | 0          |
| M. Ferro       | 10       | 0       | 1           | 0          |
| R. Fogliata    | 13       | 0       | 1           | 0          |
| N. Galazzi     | 33+1     | 3+1     | 6           | 0          |
| M. Huard       | 19       | 0       | 4           | 1          |
| A. Jallow      | 24+1     | 2       | 4           | 0          |
| L. Lezzerini   | 25+1     | -25+4   | 1           | 0          |
| M. Mangraviti  | 27       | 0       | 1           | 0          |
| G. Moncini     | 34+1     | 10+1    | 2+1         | 0          |
| E. Ndoj        | 2        | 0       | 0           | 0          |
| P. Nuamah      | 1+1      | 0       | 0           | 0          |
| G. Olzer       | 27+1     | 0       | 7           | 1          |
| F. Paghera     | 24+1     | 1       | 9           | 0          |
| A. Papetti     | 33+1     | 1       | 3           | 0          |
| T. van de Looi | 30+1     | 0       | 5           | 0          |

### Annotazioni
1. 1 2  ad interim
2. ↑  39 se si contano i play-off
3. ↑  11 se si contano i play-off
4. 1 2  Risolve consensualmente il contratto a gennaio 2024
5. 1 2 3  Ceduto durante la sessione invernale di calciomercato
6. 1 2 3 4  Acquistato durante la sessione invernale di calciomercato
7. 1 2  Aggregato dalla formazione Primavera
8. ↑  Gara recuperata tra la 10ª e l'11ª giornata (la posizione in classifica è riferita alla data in cui è stata giocata la partita)
9. ↑  Gara recuperata tra la 12ª e la 13ª giornata (la posizione in classifica è riferita alla data in cui è stata giocata la partita)
10. ↑  Gara recuperata tra la 14ª e la 15ª giornata (la posizione in classifica è riferita alla data in cui è stata giocata la partita)

### Fonti
1. ↑   Stadio Rigamonti, su bresciacalcio.it. URL consultato il 3 luglio 2023.
2. ↑   Il Brescia riparte da Gastaldello e Castagnini: «Tagliamo il cordone con la scorsa stagione», su bresciaoggi.it, 16 luglio 2023. URL consultato il 18 luglio 2023.
3. ↑   Comunicato Ufficiale N.80/A (PDF), su figc.it, 30 agosto 2023. URL consultato il 31 agosto 2023.
4. ↑   Esclusa la Reggina, il Brescia sarà riammesso A un mese dalla retrocessione cambia tutto, su ilrestodelcarlino.it, 1º luglio 2023. URL consultato il 3 luglio 2023.
5. ↑   Serie B, ammesso il Lecco, bocciata la Reggina. Siena, niente C: entra l'Atalanta U23, su gazzetta.it, 7 luglio 2023. URL consultato l'11 luglio 2023.
6. ↑   L'attesa è finita, il Brescia tornerà a giocare in serie B, su giornaledibrescia.it, 17 luglio 2023. URL consultato il 18 luglio 2023.
7. ↑   Consiglio di Stato, Lecco e Brescia confermate in Serie B: no a ricorsi Perugia e Reggina, su sportmediaset.mediaset.it, 30 agosto 2023. URL consultato il 30 agosto 2023.
8. ↑   Ufficiale: dopo 38 anni il Brescia non giocherà la Coppa Italia dei big, su bresciaingol.com, 26 luglio 2023. URL consultato il 29 agosto 2023.
9. ↑   Buona la prima: il Brescia riparte in serie B con una vittoria, Cosenza battuto 1-0, su giornaledibrescia.it, 3 settembre 2023. URL consultato il 3 settembre 2023.
10. ↑   Partita finita al Rigamonti, è retrocessione: il Brescia è in serie C, su giornaledibrescia.it, 1º giugno 2023. URL consultato il 5 settembre 2023.
11. ↑   Brescia all'inglese: espugnata Lecco La Feralpisalò ferma il Modena e trova il primo storico punto, su bresciaoggi.it, 16 settembre 2023. URL consultato il 16 settembre 2023.
12. ↑   Brescia Venezia 0-0 (tabellino con voti e cronaca), su bresciaingol.com, 23 settembre 2023. URL consultato il 27 settembre 2023.
13. ↑   Alvini cambia e lo Spezia si prende un punto da cui ripartire, su cittadellaspezia.com, 26 settembre 2023. URL consultato il 27 settembre 2023.
14. ↑   Brescia-Ascoli 1-1, Moncini replica nel finale a Falzerano. Terzo risultato utile di fila per il Picchio, su picenotime.it, 30 settembre 2023. URL consultato il 30 settembre 2023.
15. ↑   Il primo storico derby Brescia-FeralpiSalò finisce 1-1, su giornaledibrescia.it, 6 ottobre 2023. URL consultato il 6 ottobre 2023.
16. ↑   Terza sconfitta casalinga per la Ternana. Il Brescia vince con una rete di Bisoli, su ilmessaggero.it, 21 ottobre 2023. URL consultato il 21 ottobre 2023.
17. ↑   Primo ko in campionato per il Brescia: Zaro segna allo scadere, il Modena passa al Rigamonti, su giornaledibrescia.it, 24 ottobre 2023. URL consultato il 24 ottobre 2023.
18. ↑   Il Bari non molla, recupera ed espugna Brescia: finalmente torna alla vittoria, su bari.repubblica.it, 29 ottobre 2023. URL consultato il 30 ottobre 2023.
19. ↑   Terza sconfitta per il Brescia: il Cittadella s'impone 3-2 al Tombolato, su giornaledibrescia.it, 4 novembre 2023. URL consultato il 4 novembre 2023.
20. ↑   Serie B: il Palermo piega il Brescia, pari tra Lecco e Spezia, su sportmediaset.mediaset.it, 8 novembre 2023. URL consultato l'8 novembre 2023.
21. ↑   Comunicato del Club, su bresciacalcio.it, 10 novembre 2023. URL consultato il 10 novembre 2023.
22. ↑   Brescia, che tonfo al Rigamonti: tutto facile per la Cremonese, finisce 0-3, su giornaledibrescia.it, 12 novembre 2023. URL consultato il 12 novembre 2023.
23. ↑   I tifosi chiedono e ottengono un confronto con la squadra. Brescia in silenzio stampa, su bresciaingol.com, 12 novembre 2023. URL consultato il 13 novembre 2023.
24. ↑   Rolando Maran è il nuovo allenatore del Brescia, su bresciacalcio.it, 14 novembre 2023. URL consultato il 14 novembre 2023.
25. ↑   Brescia, pari sotto la Torre: Maran debutta con un pareggio, su bresciaoggi.it, 25 novembre 2023. URL consultato il 25 novembre 2023.
26. ↑   Serie B: il Brescia riprende il Südtirol, pari senza gol tra Como e Lecco, su sportmediaset.mediaset.it, 28 novembre 2023. URL consultato il 28 novembre 2023.
27. ↑   Il Brescia torna a vincere in casa: 3-1 senza storia alla Sampdoria, su giornaledibrescia.it, 3 dicembre 2023. URL consultato il 3 dicembre 2023.
28. ↑   Il Brescia vince ancora al Rigamonti: 2-0 al Como firmato Borrelli e Moncini, su giornaledibrescia.it, 16 dicembre 2023. URL consultato il 16 dicembre 2023.
29. ↑   Brescia, rimonta clamorosa a Catanzaro: 3-2 che avvicina i play off, su giornaledibrescia.it, 23 dicembre 2023. URL consultato il 23 dicembre 2023.
30. ↑   Splendido 2-0 a Brescia, il Parma chiude il girone d'andata (e va alla sosta) in fuga, su gazzettadiparma.it, 26 dicembre 2023. URL consultato il 26 dicembre 2023.
31. ↑   Il Brescia batte il Modena 2-1 e aggancia la zona play off, su giornaledibrescia.it, 13 gennaio 2024. URL consultato il 13 gennaio 2024.
32. ↑   Il Brescia dei grandi ex condanna al terzo k.o di fila il Cittadella, su padovaoggi.it, 3 febbraio 2024. URL consultato il 3 febbraio 2024.
33. ↑   Strefezza gol: il Como liquida il Brescia e vola al secondo posto, su gazzetta.it, 9 febbraio 2024. URL consultato il 10 febbraio 2024.
34. ↑   Brescia, cuore infinito e punto d'oro: con la Samp è 1-1, su bresciaoggi.it, 17 febbraio 2024. URL consultato il 24 febbraio 2024.
35. ↑   Il Brescia non sfonda contro la Reggiana: finisce 0-0 al Rigamonti, su giornaledibrescia.it, 24 febbraio 2024. URL consultato il 24 febbraio 2024.
36. ↑   L'eurogol di Dickmann evita a un brutto Brescia la sconfitta ad Ascoli: finisce 1-1, su giornaledibrescia.it, 27 febbraio 2024. URL consultato il 27 febbraio 2024.
37. ↑   Che bel Brescia: 4-2 al Palermo e obiettivo salvezza sempre più vicino, su giornaledibrescia.it, 2 marzo 2024. URL consultato il 2 marzo 2024.
38. ↑   Cosenza-Brescia: vincono le Rondinelle 1-2, su quibrescia.it, 1º aprile 2024. URL consultato il 1º aprile 2024.
39. ↑   Brescia, avanti tutta: un altro tris per i play-off, su bresciaoggi.it, 6 aprile 2024. URL consultato il 6 aprile 2024.
40. ↑   Termina 2-2 il derby tra FeralpiSalò e Brescia, su giornaledibrescia.it, 1º maggio 2024. URL consultato il 1º maggio 2024.
41. ↑   Brescia, è qui la festa: 4-1 al Lecco e qualificazione aritmetica ai play off, su giornaledibrescia.it, 5 maggio 2024. URL consultato il 5 maggio 2024.
42. ↑   Urlo Catanzaro: pareggia al 96’ col Brescia e vince 4-2 ai supplementari. In semifinale c’è la Cremonese, su gazzetta.it, 18 maggio 2024. URL consultato il 19 maggio 2024.
43. ↑   Gruppo DAC s.p.a. main sponsor per la stagione sportiva 2023/24, su bresciacalcio.it, 19 ottobre 2023. URL consultato il 20 ottobre 2022.
44. 1 2   Primo contratto professionistico per i calciatori Fogliata e Ferro, su bresciacalcio.it, 13 dicembre 2023. URL consultato il 13 dicembre 2023.
45. 1 2   Michele Besaggio è un nuovo giocatore del Brescia, su bresciacalcio.it, 29 agosto 2023. URL consultato il 29 agosto 2023.
46. ↑   Comunicato Ufficiale N.82/A (PDF), su figc.it, 30 agosto 2023. URL consultato il 31 agosto 2023.
47. 1 2   Lorenzo Dickmann è un nuovo giocatore del Brescia, su bresciacalcio.it, 31 agosto 2023. URL consultato il 31 agosto 2023.
48. 1 2   Mohamed Fares è un nuovo calciatore del Brescia, su bresciacalcio.it, 6 settembre 2023. URL consultato il 6 settembre 2023.
49. 1 2   Gabriele Moncini è un nuovo calciatore del Brescia, su bresciacalcio.it, 31 agosto 2023. URL consultato il 31 agosto 2023.
50. 1 2   Gennaro Borrelli è un nuovo calciatore del Brescia, su bresciacalcio.it, 1º settembre 2023. URL consultato il 1º settembre 2023.
51. 1 2   Fabrizio Paghera è un nuovo calciatore del Brescia, su bresciacalcio.it, 8 settembre 2023. URL consultato l'8 settembre 2023.
52. ↑   Birkir Bjarnason è un nuovo giocatore del Brescia, su bresciacalcio.it, 11 agosto 2023. URL consultato l'11 agosto 2023.
53. ↑   Luca Sonzogni a titolo definitivo al Mantova, su bresciacalcio.it, 26 luglio 2023. URL consultato il 27 luglio 2023.
54. ↑   Risoluzione consensuale con il calciatore Federico Pace, su bresciacalcio.it, 8 settembre 2023. URL consultato l'8 settembre 2023.
55. ↑   Dal Brescia arriva Federico Viviani, in Lombardia si trasferisce Fabrizio Paghera, su ternanacalcio.com, 8 settembre 2023. URL consultato l'8 settembre 2023.
56. ↑   Florian Ayé a titolo definitivo all'Auxerre, su bresciacalcio.it, 31 luglio 2023. URL consultato il 31 luglio 2023.
57. ↑   Risoluzione consensuale Niemeijer Reuven, su bresciacalcio.it, 17 agosto 2023. URL consultato il 17 agosto 2023.
58. ↑   Michele Avella è un nuovo calciatore del Brescia, su bresciacalcio.it, 3 gennaio 2024. URL consultato il 3 gennaio 2024.
59. ↑   Raffaele Cartano è un nuovo calciatore del Brescia, su bresciacalcio.it, 16 gennaio 2024. URL consultato il 16 gennaio 2024.
60. ↑   Corrado Riviera ceduto in prestito all'U.S. Corticella, su bresciacalcio.it, 6 gennaio 2024. URL consultato il 6 gennaio 2024.
61. ↑   Elia Maccherini Tonini ceduto in prestito alla Carrarese Calcio, su bresciacalcio.it, 17 gennaio 2024. URL consultato il 17 gennaio 2024.
62. ↑   Risoluzione consensuale con il calciatore Emanuele Ndoj, su bresciacalcio.it, 11 gennaio 2024. URL consultato l'11 gennaio 2024.
63. ↑   Vincenzo Garofalo ceduto alla Virtus Francavilla, su bresciacalcio.it, 16 gennaio 2024. URL consultato il 16 gennaio 2024.
64. 1 2 3  Gara rinviata a causa della riammissione del Brescia in Serie B a campionato iniziato -  Comunicato Ufficiale n.31 del 27 settembre 2023 (PDF), su legab.it, 27 settembre 2023. URL consultato il 28 settembre 2023.
65. 1 2  Gara disputata a porte chiuse per decisione del giudice sportivo a seguito dei problemi di ordine pubblico causati da tifosi del Brescia relativi alla partita di ritorno dei play-out del campionato 2022-2023, Brescia-Cosenza, disputata il 1º giugno 2023 -  Comunicato Ufficiale N. 173 del 7 giugno 2023 (PDF), su legab.it, 7 giugno 2023. URL consultato il 30 agosto 2023.